# Vahe Lapaha
Vahe Lapaha (Distrito de Lapaha en tongano) es un distrito de la división administrativa de Tongatapu, en Tonga. Su capital es Lapaha. Limita al Norte y al Este con el Océano Pacífico, al Oeste con Kolomotu'a y al Sur con Tatakamotonga. Tiene una población de 7.353 habitantes en 2021. 